# Dean Heffernan
Dean James Heffernan (Sydney, 19 maggio 1980) è un allenatore di calcio ed ex calciatore australiano, di ruolo difensore, tecnico della squadra femminile del Western Sydney Wanderers.